# Chadli Bendjedid
Chadli Bendjedid (em árabe: شاذلي بن جديد; Bouteldja, 14 de abril de 1929 – Argel, 6 de outubro de 2012) foi um político e militar da Argélia. Membro da Frente de Libertação Nacional, foi o 3º presidente da Argélia, de 1979 até 1992.

## Biografia

### Início de vida e carreira
Chadli Bendjedid nasceu na comunidade de Bouteldja, no dia 14 de abril de 1929. Serviu o Exército Francês como um oficial sem comissão e lutou na Primeira Guerra da Indochina. Desertou para a Frente de Libertação Nacional (FLN), no início da Guerra da Argélia no ano de 1954. Protegido de Houari Boumédiène, Bendjedid foi recompensado com o comando militar de Orã. Após a independência, subiu na hierarquia, tornando-se chefe da 2ª região militar em 1964 e coronel em 1969.

### Presidente da Argélia (1979 – 1992)
Bendjedid foi ministro da Defesa em novembro de 1978 e fevereiro de 1979 e tornou-se presidente após a morte de Boumédiène. Bendjedid era um candidato de compromisso, chegou ao poder após a liderança do partido e a presidência foi contestada na 4ª FLN, congresso realizado em 27-31 de janeiro de 1979. A maior probabilidade de sucesso Boumédiène foram Mohammad Salah Yahiaoui e Abdelaziz Bouteflika.

### Doença e morte
Bendjedid foi hospitalizado em Paris em janeiro de 2012, para o tratamento de câncer e voltou ao hospital de novo em maio e outubro do mesmo ano. Em 3 de outubro de 2012, ele foi admitido na unidade de terapia intensiva de um hospital militar em Ain-Naadja, Argel. A mídia estatal constou que ele faleceu de câncer em 6 de outubro de 2012.